# Aechmanthera
Aechmanthera – rodzaj roślin z rodziny akantowatych (Acanthaceae). Obejmuje 3 gatunki występujące w rejonie Himalajów. 

## Systematyka
Pozycja według APweb (aktualizowany system APG III z 2009)
Jeden z wielu rodzajów z podrodziny Acanthoideae Link z rodziny akantowatych (Acanthaceae) w obrębie rzędu jasnotowców (Lamiales) należącego do dwuliściennych właściwych.
Wykaz gatunków
- Aechmanthera claudiae Bernardi
- Aechmanthera gossypina (Wall. ex Nees) Nees
- Aechmanthera leiosperma C.B.Clarke